# Louis Van Berckelaer
Louis Pierre Van Berckelaer, né le 15 mai 1872 à Anvers et décédé le 4 septembre 1936 à Bruxelles fut un homme politique belge socialiste.
Van Berckelaer fut tailleur de diamants et syndicaliste.
Il fut élu conseiller communal de Anvers (1921); sénateur provincial (1921-25) de la province d'Anvers, puis sénateur de l'arrondissement d'Anvers (1925-36).

## Sources
- Bio sur ODIS